# オレオル・カメホ
オレオル・カメホ・ドルーシー（Oreol Camejo Durruthy, 1986年7月22日 - ）は、キューバ出身の男子バレーボール選手である。元キューバ代表。

## 来歴
キューバ代表時代はセッター経験があり、2008年北京オリンピック世界最終予選ではベストセッターを獲得している。
2008年にキューバ代表を離れ、2010年からは海外でプレー。
2015年、韓国Vリーグの天安現代キャピタル・スカイウォーカーズでプレー。第5ラウンドのMVPを獲得した。
ゼニト・サンクトペテルブルク在籍中の2018年にロシア国籍を取得している。
2024年5月、JTサンダーズ広島（9月より広島サンダーズ）入団が発表された。
2025年3月、2024-25シーズン限りで広島サンダーズからの退団が発表された。

## 球歴
- キューバ代表（2005-2008年）

## 受賞歴
- 2008年 - 北京オリンピック世界最終予選 ベストセッター
- 2016年 - 韓国Vリーグ 第5ラウンドMVP、ベストスパイカー、ベストアウトサイドヒッター
- 2016年 - カタールカップ ベストアウトサイドヒッター
- 2019年 - ロシアカップ ベストブロッカー
- 2020年 - ロシア・スーパーリーグ ベストアウトサイドヒッター
- 2020年 - CEVカップ ベストサーバー

## 所属チーム
- La Habana（2004-2008年）
- Volei Futuro/Aracatuba（2010-2012年）
- LIG損害保険グレイターズ（2012-2013年）
- ロコモティフ・ノヴォシビルスク（2013-2015年）
- 天安現代キャピタル・スカイウォーカーズ（2015-2016年）
- El Jaish SC（2016年）
- 北京汽車（2016-2017年）
- Al Rayyan SC（2017年）
- VCゼニト・サンクトペテルブルク（2017-2021年）
- Ziraat Bankkart（2021-2022年）
- 天安現代キャピタル・スカイウォーカーズ（2022-2023年）
- Ziraat Bankkart（2023-2024年）
- 広島サンダーズ（2024-2025年）